# Regatul Inimii Mele
Regatul Inimii Mele este un film de dragoste pentru televiziune american din 2018, în care joacă James Brolin (care a și regizat filmul), Cindy Busby și Andrew Cooper. Acesta a fost difuzat inițial pe 24 februarie 2018 pe Hallmark Channel. 

## Sinopsis
Hank Pavlik (James Brolin) este proprietarul unei ferme în Montana, iar fiica lui, Kelly (Cindy Busby), este asistentă universitară la Montana State University și o romantică incurabilă. Într-o zi, un avocat pe nume Domnul Grimsby (Howard Crossley) sosește pentru a-l anunța pe Hank că este nevoit să meargă în Merania. Atunci când sosesc, ei află că Hank este de fapt moștenitorul coroanei de Merania după ce o rudă de-a lor, Regele Viktor, a murit. În timp ce Kelly îl convinge pe tatăl ei să preia titlul, îl întâlnește grăjdarul Alex (Andrew Cooper). Hank ajută Merania atunci când regatul vecin, Angosia, condus de Regele Nikolas (Lachlan Nieboer), plănuiește să preia controlul Meraniei dacă Hank nu este interesat în a deveni monarh, deoarece Merania și Angosia fuseseră o singură țară cu secole în urmă.

## Distribuție
- James Brolin ca Hank Pavlik, un fermier și moștenitorul coroanei de Merania.
- Cindy Busby drept Kelly Pavlik, asistentă universitară și fiica lui Hank.
- Andrew Cooper ca Alex, un grăjdar care devine interesul amoros al lui Kelly.
- Howard Crossley ca Domnul Grimsby, avocat al Meraniei.
- Martin Wimbush ca Bosworth, valetul lui Hank.
- Lachlan Nieboer ca Regele Nikolas, conducătorul Angosiei.
- Jeremy Colton ca Ivan
- Glynis Barber ca Joan
- Olivia Nita ca Cecelia Petrov, secretar privat al lui Hank.
- Christine Allado ca Jasmine
- Claudiu Trandafir drept Karoly
- Nicholas Aaron ca Zeke
- Jared Fortune drept Craig
- Oltin Hurezeanu drept consilier meranian
- Ion Galma ca paj regal

## Producție
Pelicula a fost filmată în România, în principal în București, dar și în Bușteni și Hunedoara. Unele scene au fost filmate la Castelul Corvinilor, Castelul Cantacuzino și Palatul Cantacuzino.